# Käringsjön (Storsjö socken, Härjedalen)
Käringsjön är en sjö i Bergs kommun i Härjedalen och ingår i Ljungans huvudavrinningsområde. Sjön har en area på 0,111 kvadratkilometer och ligger 743 meter över havet. Käringsjön ligger i Henvålen-Aloppan Natura 2000-område.

## Delavrinningsområde
Käringsjön ingår i det delavrinningsområde (695809-136653) som SMHI kallar för Mynnar i Väster-Henan. Medelhöjden är 771 meter över havet och ytan är 33,12 kvadratkilometer. Det finns inga avrinningsområden uppströms utan avrinningsområdet är högsta punkten. Mid-Henan som avvattnar avrinningsområdet har biflödesordning 4, vilket innebär att vattnet flödar genom totalt 4 vattendrag innan det når havet efter 313 kilometer. Avrinningsområdet består mestadels av skog (37 procent) och sankmarker (51 procent). Avrinningsområdet har 0,11 kvadratkilometer vattenytor vilket ger det en sjöprocent på 0,3 procent.